# Esquadrilla
L'esquadrilla és una unitat aèria que equival a una companyia militar. Està sota el comandament d'un capità i pot comprendre entre 12 i 24 avions, depenent del tipus d'unitat aèria i de l'exèrcit al qual pertanguin. També poden rebre aquest nom algunes unitats militars en servei de terra. També es pot referir a un conjunt de vaixells petits.